# Le donne vendicate
Le donne vendicate (título original en italiano; en español, Las mujeres vengadas) es un intermezzo per musica en dos actos con música del compositor Niccolò Piccinni basado en el homónimo drama jocoso de Carlo Goldoni. El libreto fue originariamente escrito por Goldoni para ser musicado por Gioacchino Cocchi, que lo estrenó durante el carnaval de 1751 en el Teatro San Cassiano de Venecia. Piccinni en su versión no utilizó el texto original, sino una versión alterada y adaptada a cuatro personajes, en lugar de los ocho originales.
Fue representado por vez primera durante el carnaval del año 1763 en el Teatro Valle de Roma, donde tuvo gran éxito. No fue solamente un éxito pasajero y local: pronto la obra se difundió por toda Europa, sobre todo en Austria, Alemania, Francia y Polonia, donde aún hoy sobreviven copias de la partitura de la ópera. El motivo de este triunfo fue debido principalmente al sentido y la eficacia de las arias, a la armonía refinada y a la gestión magistral de la estructura orquestal. Además de Gioacchino Cocchi y Niccolò Piccinni, el libreto goldoniano Le donne vendicate fue musicado también por Gaetano Monti en Nápoles en el año 1781.
El 25 de septiembre de 1999 en Lugano se puso en escena la primera representación en tiempos modernos y efectuada la primera grabación absoluta de Le donne vendicate de Piccinni. Esta interpretación, que difiere un poco de la versión original, fue ejecutada por I Barocchisti bajo la dirección de Diego Fasolis.
En las estadísticas de Operabase aparece una sola representación en el período 2005-2010. 